# Catholic School Girls Rule
"Catholic School Girls Rule" är en låt av Red Hot Chili Peppers från deras album Freaky Styley som släpptes 1985. Det är den elfte låten på albumet och den släpptes som singel. En musikvideo har släppts till låten, men den har sällan visats på TV då den innehåller hädelse mot den katolska tron och en nakenscen. Enligt sångaren Anthony Kiedis är låten löst baserad på en relation han hade med en katolsk flicka.
Artikeln är, helt eller delvis, en översättning av motsvarande arikel på en:wikipedia.